# Eutaxia myrtifolia
Eutaxia myrtifolia là một loài thực vật bản địa của Úc trong họ Đậu.